# Palmsonntagsputsch
Der sog. Palmsonntagsputsch am 13. April 1919 in München war ein Versuch der  Republikanischen Schutztruppe unter dem Kommando von Alfred Seyffertitz, die in der Vorwoche ausgerufene Münchner Räterepublik zu stürzen und die im Zuge der revolutionären Ereignisse nach Bamberg geflohene, vom bayerischen Landtag eingesetzte Regierung des Ministerpräsidenten Johannes Hoffmann (SPD) wiederherzustellen. Allerdings ist der weitgehend üblich gewordene Begriff „Palmsonntagsputsch“ gleich mehrfach problematisch. So ist er zum einen nicht zeitgenössisch, zum anderen handelt es sich eben nicht um einen Staatsstreich gegen eine legitime Regierung (was normalerweise unter Putsch verstanden wird), sondern um die Niederschlagung eines Aufstandes. 
Das militärische Vorgehen der Regierung scheiterte am Widerstand der im Aufbau befindlichen Münchner Roten Armee unter dem Kommando von Rudolf Egelhofer (KPD). Der Erfolg der revolutionären Miliz führte dazu, dass die zweite – kommunistisch dominierte – Phase der Räterepublik eingeleitet wurde. Die bis dahin von pazifistischen und anarchistischen Intellektuellen geprägte Münchner Räterepublik wurde in den Regierungsposten durch kommunistische Kader um Eugen Leviné und Max Levien ersetzt. Rudolf Egelhofer wurde zum Stadtkommandanten Münchens ernannt. (Vgl. Unterabschnitt Kommunistische Räterepublik)

## Vorgeschichte
Im Zuge der Novemberrevolution gegen Ende des Ersten Weltkriegs war am 7./8. November 1918 von Kurt Eisner, dem führenden Repräsentanten der bayerischen USPD, die Wittelsbacher-Monarchie für abgesetzt erklärt und der Freistaat Bayern als Republik ausgerufen worden. Eisner wurde vom Münchner Arbeiter- und Soldatenrat zum ersten Ministerpräsidenten der neuen bayerischen Republik gewählt und bildete ein provisorisches Regierungskabinett aus Mitgliedern der SPD (bzw. zu der Zeit MSPD) und der USPD. Bei der Landtagswahl im Januar 1919 musste Eisner eine schwere Niederlage für sich und die USPD hinnehmen. Als er am 21. Februar 1919 seinen Rücktritt erklären wollte, wurde er auf dem Weg zum Landtag vom völkisch-antisemitischen Attentäter Anton Graf von Arco auf Valley ermordet. Daraufhin kam es im Landtag zu panikartigen Tumulten mit zwei weiteren Todesopfern, sodass die Sitzung vertagt wurde. In der Folge verschärften sich Auseinandersetzungen darüber, ob die Demokratie in Bayern durch eine pluralistisch-parlamentarische Staatsform oder eine Räterepublik umgesetzt werden sollte. Die sich gegenüberstehenden Interessengruppen, der Landtag einerseits und der Rätekongress andererseits, sprachen sich gegenseitig die Legitimation zu einer neuen Regierungsbildung ab, was faktisch ein politisches Machtvakuum bedeutete.
Die provisorische Regierungsgewalt übernahm vorübergehend der vom Rätekongress eingesetzte Zentralrat der bayerischen Republik unter dem Vorsitz von Ernst Niekisch (MSPD, später USPD), um die politische Handlungsfähigkeit des zunächst führungslos gewordenen Freistaats zu erhalten. Der Zentralrat proklamierte Martin Segitz (MSPD) zum Ministerpräsidenten, der dieses Amt jedoch nicht aktiv antrat. Es dauerte etwa drei Wochen, bis sich am 17. März der Landtag gegen diese Interimslösung des Zentralrats stellte und Johannes Hoffmann zum Regierungschef einer von der BVP tolerierten Minderheitsregierung aus MSPD, Bayerischem Bauernbund und vorerst noch der USPD wählte. Diesem Vorgehen wiederum widersetzten sich der Zentralrat und der Revolutionäre Arbeiterrat. Noch einmal drei Wochen später riefen diese Gremien am 7. April die Bayerische Räterepublik in München aus, der sich innerhalb kurzer Zeit auch einige andere bayerische Städte anschlossen. Auch die USPD-Mitglieder im Kabinett Hoffmann traten nun aus der Regierung aus und schlossen sich der Räterepublik an. Hoffmann geriet ins Hintertreffen, wurde für abgesetzt erklärt und musste nach Bamberg ausweichen, wo er mit den verbliebenen Kabinettsmitgliedern das Rathaus bezog und Maßnahmen, die zum Sturz der Räterepublik führen sollten, einleitete.

## Vorgehen der Republikanischen Schutztruppe
Alfred Seyffertitz, der Kommandant der in München verbliebenen und der Regierung Hoffmann gegenüber loyalen Republikanischen Schutztruppe, beabsichtigte, die Räteregierung zu stürzen und ihre Mitglieder festzunehmen. Zur Absicherung seiner Pläne suchte er Hoffmann am 10./11. April 1919 in Bamberg auf und ließ sich sozusagen formell den Auftrag zum Putsch erteilen.
Bei Tagesanbruch des Palmsonntags, am 13. April 1919 drang die Republikanische Schutztruppe in die Räume des Zentralrats der Räterepublik im Wittelsbacher Palais ein und verhaftete 13 Personen, darunter acht Mitglieder des Zentralrats, mit dabei auch der anarchistische Literat Erich Mühsam, bis dahin einer der maßgeblichen Wortführer der Räterepublik. Er wurde unmittelbar nach seiner Festnahme mit den anderen Verschleppten per Bahn zunächst ins Gefängnis von Eichstätt verbracht und später im Zuchthaus Ebrach festgesetzt. Jedoch konnten sich wichtige Entscheidungsträger einer Festnahme entziehen, unter ihnen beispielsweise Ernst Toller, Gustav Landauer und führende KPD-Politiker. Diese riefen die Bevölkerung zu Demonstrationen auf. Die Erwartung Seyffertitz', dass sich weitere Münchner Truppenverbände seiner Aktion anschließen würden, erfüllte sich nicht. In der Hoffnung, Verstärkung von außen zu erhalten, besetzte die Republikanische Schutztruppe den Münchner Hauptbahnhof als Rückzugsort. Dort wurden sie von revolutionären Milizionären unter dem Kommando des vormaligen Matrosen Rudolf Egelhofer belagert. Es kam zu Feuergefechten, die schließlich 21 Todesopfer forderten. Gegen 21 Uhr gab Seyffertitz mit seinen verbliebenen Leuten auf und setzte sich in einer Lokomotive nach Eichstätt ab. 

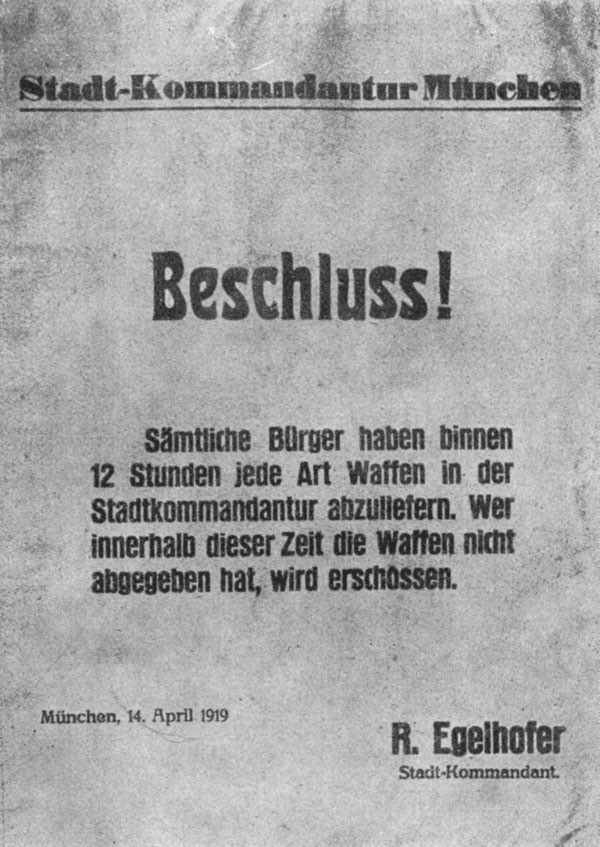
Öffentliche Anordnung zur Waffenabgabe vom 14. April 1919, unterzeichnet vom Stadtkommandanten Rudolf Egelhofer; eine der ersten Maßnahmen der neuen kommunistischen Führung der Räterepublik nach dem vereitelten Palmsonntagsputsch

Innerhalb der Räteregierung hatte sich im Verlauf der Kämpfe ein offener Konflikt ergeben, bei dem die Kommunisten den bis dahin die Räterepublik repräsentierenden Pazifisten und Anarchisten vorwarfen, bisher zu inkonsequent gegen mögliche konterrevolutionäre Aktivitäten vorgegangen zu sein und zu wenig unternommen zu haben, um die Räterepublik abzusichern. Bei der Debatte auf einer kurzfristig einberufenen Versammlung der Arbeiter- und Soldatenräte beanspruchte Eugen Leviné die führenden Positionen innerhalb der Räteregierung für sich und seine Partei, die KPD. Nach dem Eintreffen der Nachrichten über die Kämpfe um den Hauptbahnhof konnte er die Mehrheit der Versammlung schließlich davon überzeugen, die führenden Posten der Räteregierung auf ihn und andere KPD-Mitglieder im neu gebildeten Vollzugsrat zu übertragen. Rudolf Egelhofer wurde zum Münchner Stadtkommandanten ernannt und löste den seit 24. November 1918 in dieser Funktion eingesetzten Oskar Dürr ab. Auch Ernst Toller und (zunächst) Gustav Landauer erkannten diesen Führungswechsel an und blieben vorerst im engeren Führungskreis der Räterepublik, wobei Landauer jedoch  bereits nach wenigen Tagen von seinen Posten und Funktionen zurücktrat, nachdem einige seiner Entscheidungen von der KPD rückgängig gemacht worden waren und ihm wichtige Vorschläge unberücksichtigt blieben. Toller wurde Egelhofer als Stellvertreter in der Führung der Münchner Roten Armee zur Seite gestellt und übernahm das Kommando über die Soldaten im Münchner Westen.

### Von der Republikanischen Schutztruppe festgenommene Vertreter der Räterepublik

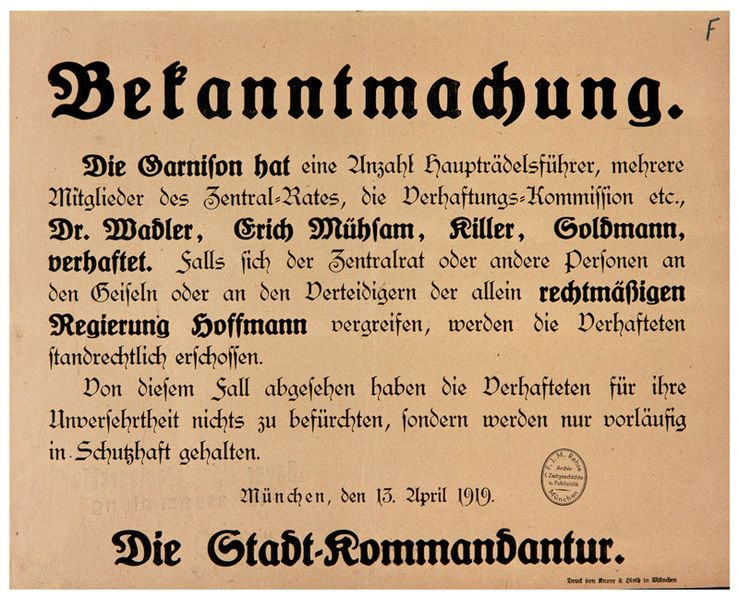
Verhaftung von Rädelsführern als Geiseln

1. Josef Baison (1888–1945), Schlosser der Lokomotiven- und Maschinenfabrik J.A. Maffei, gemäß eigener Aussage Teilnehmer an einer Sitzung des Zentralrats[3]
2. Rudolf Reimund Ballabene[4]
3. Hans Bastian, Beratendes Mitglied des Zentralrats
4. Alfons Braig[5]
5. August Hagemeister, Volksbeauftragter für Volkswohlfahrt[6]
6. Anton Hofmann (KPD)[7]
7. Georg Kandlbinder (MSPD)
8. Otto Killer, zeitweiliger Volksbeauftragter für Militär[8]
9. Anton Kurth, Vorsitzender der USPD Sendling[9]
10. Franz Lipp, Volksbeauftragter für Äußeres
11. Erich Mühsam
12. Fritz Soldmann, Volksbeauftragter für Inneres
13. Arnold Wadler (USPD), Volksbeauftragter für Wohnungswesen

## Nachgeschichte
Die Münchner Räterepublik konnte sich noch knapp drei Wochen halten, bis sie am 2. Mai 1919 der militärischen Übermacht von durch die Bamberger Landesregierung mobilisierten antikommunistischen und im Grunde republikfeindlichen Freikorpsverbänden und wenig später zusätzlich von der Reichsregierung in Berlin zur Verstärkung entsandter Reichswehrtruppen („Weiße Truppen“) unterlag. Bei den Kämpfen zur Verteidigung der Räterepublik waren zwischen 600 und 700 Menschen, zumeist Rotarmisten und Anhänger der Räterepublik, gefallen. Doch nach dieser Niederschlagung setzten die Freikorps- und Reichswehrsoldaten ihre in der Literatur auch als „Weißer Terror“ bezeichneten Vergeltungsaktionen fort. Zusätzlich zu den bei den Kämpfen gefallenen Menschen wurden in den Tagen und Wochen nach dem 2. Mai mehr als 2000 – auch vermeintliche – Anhänger der Räterepublik ermordet, nach kurzen Standgerichtsurteilen hingerichtet oder bei anderen Gerichtsverfahren zu langen Haftstrafen verurteilt. 
Gustav Landauer wurde nach seiner Festnahme am 2. Mai im Gefängnis Stadelheim von Freikorpssoldaten gedemütigt, misshandelt und ermordet, Rudolf Egelhofer am 1. Mai in einem Versteck aufgespürt und zwei Tage später ebenfalls ermordet. Eugen Leviné wurde Anfang Juni zum Tode verurteilt und hingerichtet. Ernst Toller, der im Juli des „Hochverrats“ angeklagt wurde, entging dem Todesurteil dadurch, dass sich renommierte Intellektuelle für ihn einsetzten. So attestierte ihm sein Professor aus Studiumszeiten, der auch international angesehene Soziologe Max Weber, die „absolute Lauterkeit eines Gesinnungsethikers“. Toller wurde zu fünf Jahren Haft verurteilt, die er in voller Länge verbüßte. Der bereits seit dem Palmsonntagsputsch am 13. April inhaftierte anarchistische Schriftsteller Erich Mühsam wurde am 7. Juli als „treibendes Element“ der Räterepublik angeklagt und zu 15 Jahren Festungshaft verurteilt, aus der er nach 5 Jahren und 8 Monaten im Zuge einer Amnestierungswelle zu Weihnachten 1924 entlassen wurde. Max Levien war einer der wenigen führenden Repräsentanten der Münchner Räterepublik, der nach deren Niederschlagung dem Tod und einer Verurteilung entging. Es gelang ihm, kurz nach seiner Verhaftung zu fliehen und nach Österreich zu entkommen. Einem Auslieferungsantrag der bayerischen Justiz kam die österreichische Regierung nicht nach.
Nicht verantworten mussten sich hingegen Täter aus den Kreisen der Reichswehr und der Freikorps, die für zahlreiche Morde an Vertretern der Räterepublik verantwortlich waren.

## Einzelbelege
1. ↑  Kabinett Segitz, 1919; Artikel zum proklamierten, jedoch nicht aktiv gewordenen bayerischen Revolutionskabinett unter Martin Segitz im März 1919 im Historischen Lexikons Bayerns, abgerufen am 18. März 2017.
2. ↑  siehe Revolution Bayern 1918/1918 - Personen. In: hdbg.eu. Haus der Bayerischen Geschichte, abgerufen am 5. März 2025.
3. ↑  Josef Baison
4. ↑  Rudolf Raimund Ballabene im Wien Geschichte Wiki der Stadt Wien
5. ↑  Alfons Braig (* 1889) Techniker, KPD-Mitglied, Mitglied im Aktionsausschuss des Rätekongresses als Vertreter der Arbeitslosen und im Revolutionären Zentralrat, beim Palmsonntagsputsch verhaftet. 15.06.1919
6. ↑  Vom Revolutionären Zentralrat gewählte Volksbeauftragte und Kommissare.
7. ↑  Anton Hofmann (* 1897), KPD-Mitglied, Bäcker, Mitglied der Verhaftungskommission des Zentralrats in München, beim Palmsonntagsputsch verhaftet, Mitgefangener Mühsams in Ebrach, Mitangeklagter im Hochverratsprozess gegen Mühsam und Genossen, Überstellung an das Volksgericht. 15.05.1919, 30.05.1919, 03.07.1919, 12.07.1919
8. ↑  Otto Killer
9. ↑  Kurth, Anton (*1889) Kunstmaler, Vorsitzender der USPD-Ortsgruppe München-Sendling, beim Palmsonntagsputsch verhaftet, Untersuchungshäftling in Ebrach. 24.05.1919, 15.06.1919